# 임경업 추련도
임경업 추련도(林慶業 秋蓮刀)는 충청북도 충주시 단월동, 충렬사에 있는 조선시대의 칼이다. 2009년 4월 10일 충청북도의 유형문화재 제300호로 지정되었다.

## 개요
추련도는 임경업 장군의 보검으로 용천검과 추련도가 있었는데 용천검은 전쟁 시 직접 쓰던 검이었으나 6.25때 분실되었고 한다. 추련도가 남아 있는 단검이 유일한 유물로 평상시 보호용으로 애용한 보검으로 알려져 있으나 관련된 문헌은 남아있지 않다.
현재 충렬사 유물전시관에 전시하고 있으며 칼과 칼집 모두 양호한 상태이다. 도신은 철, 손잡이와 칼집은 목재, 목재를 고정시키는 장식은 황동과 동으로 되어 있다.
또한 칼 코 등을 얇은 철판으로 제작도어 있으며, 그 위에 주석·납으로 합금하여 도금하였다. 도신 좌우측면에 명문이 남아 있다. 보관함은 후대에 제작한 것이다.
秋蓮刀라는 칼의 이름은 이 검에 새겨진 싯귀에서 따온 것이다. 秋蓮 즉 가을 연꽃은 다른 연꽃이 피지 않을 때 의연하게 핀 꽃 즉 지조가 있는 대장부를 상징한다고 본다.
2005년 7월 15일부터 동년 9월 9일까지 보존처리를 실시하여 보존상태가 양호한 장시도이다.
이 秋蓮刀 양날에는 다음과 같은 검명시(劒銘詩) 28자가 새겨져 있다.

時呼 時來 否在來 一生一死 都在筵
平生 丈夫 報國心 三尺 秋蓮 磨十年
시절이여 때는 다시 오지 않나니
한번 태어나고 한번 죽는 것이 모두 여기 있도다.
대장부 한평생 조국을 위한 마음뿐이니
석자 추련검을 십년동안 갈고 갈았도다.

이 추련도는 임경업(林慶業, 1594～1646) 장군이 애용하였다고 전해지는 보검으로 역사적, 기술사적으로 가치가 매우 큰 유품이며 보검의 상태 또한 양호하여 원형을 잘 유지하고 있으며 도신에는 명문이 있어 문화재로서 지정가치가 충분한 것으로 판단된다.
크기 : 총길이 101.4cm/ 폭 6cm/ 갈날길이 86.7cm

## 참고 자료
- 임경업 추련도 - 국가유산청 국가유산포털